# Claude Stanley Choules
Claude Stanley Choules (Pershore, 3 de março de 1901 — Perth, 5 de maio de 2011) foi um militar supercentenário britânico-australiano.
Até morrer, em maio de 2011, Claude era considerado o combatente da Primeira Guerra Mundial com a maior longevidade após o término do conflito, em 1918, fato este, ostentado desde em julho de 2009, quando faleceu o supercentenário britânico, Harry Patch.
Claude Choules nasceu em Pershore, Worcestershire, Inglaterra e após a primeira guerra, naturalizou-se australiano, servindo nas forças armadas deste país durante mais de quatro décadas. Faleceu num asilo da cidade de Perth. A adolescência de Claude foi dentro de couraçado pré-dreadnought HMS Revenge, pois alistou-se aos 14 anos de idade.
Em 2009, o militar publicou suas memórias, sob o título de "O último dos últimos".